# Петухов, Михаил Онисифорович
Михаил Онисифорович Петухов (1843—1895) — русский музыкальный критик и переводчик.

## Биография
Родился 6 (18) ноября 1843 года в Санкт-Петербурге в семье инженер-капитана (впоследствии, с 27.05.1880 — инженер-генерал-лейтенант) Онисифора (Анисифора) Михайловича Петухова (1802 — 07.08.1880), женатого на купеческой дочери Марии Ивановне Лисицыной (?).
Окончил школу гвардейских подпрапорщиков, после чего проходил воинскую службу в Егерском полку, а затем в качестве адъютанта М. Муравьева. Позднее стал гражданским чиновником военного министерства Российской империи. Одновременно работал в области музыки, главным образом занимался исследованием различных музыкальных инструментов.
Михаил Онисифорович Петухов — автор многих музыкально-критических статей и монографий изданных в различных печатных изданиях Российской империи: «Свет», «Баян», «Музыкальный мир» и др.
М. О. Петухов — автор ряда статей по музыкальной тематике в «Энциклопедическом словаре Брокгауза и Еврона».
Умер 22 сентября (4 октября) 1895 года. Похоронен на Митрофаниевском кладбище.